# Ларс Юлленстен
Ларс Ю́ган Ві́ктор Ю́лленстен (швед. Lars Johan Wiktor Gyllensten; 12 листопада 1921 — 25 травня 2006) — шведський автор і лікар, професор, був членом Шведської академії, яка обирає щорічно лауреатів Нобелівської премії з літератури.

## Біографія
Ларс Юлленстен народився 12 листопада 1921 року у Стокгольмі в сім'ї середнього класу Карла Юлленстена та Інгрід Рангстрем, сестри відомого шведського композитора Туре Рангстрема. Він навчався в Каролінському інституті, став доктором медицини в 1953 році, і був ад'юнкт-професором гістології від 1955 до 1973 року. Він був почесним членом Шведської королівської академії історії літератури і старожитностей.

## Творчість
Його перший твір, виданий під псевдонімом Ян Віктор в 1946 році увійшов у збірку поезій під назвою Камера-обскура. Це була пародія пародія на шведську поезію 1940-х.
Ларс — автор «діалектичної» трилогії прози Moderna митру («Сучасні міфи», 1949), Det blå skeppet(«Синє судно», 1950) och Barnabok(«Childbook», 1952). У 2004 році була видана його остання робота. Він покинув Інститут Karolinska, щоб стати повністю займатися літературою. Кілька його книг перекладено англійською, французькою, російською та німецькою мовами.

## У нобелівській комісії
З 1966 року він був членом Шведської академії, яка обирає лауреатів Нобелівської премії з літератури. Від 1977 до 1986 року Ларс був постійним секретарем комісії. Від 1987 до 1993 року очолював комісію. Коли Нобелівську премію вручали російському письменнику Йосипу Бродському, професор Ларс Юлленстен був головою правління Нобелівського фонду. Тоді він проголосив промову, присвячену трьохсотріччю публікації ньютоніьвских «Начал» — «книги, яка вплинула на всі сфери нашої західної культури».
Ларс Юлленстен вийшов зі складу Нобелівської комісії в 1989 році, після того як Академія відмовилась підтримати Салмана Рушді, британського письменника, який переховувався від іранських клерикалів. Салман Рушді написав роман «Сатанинські вірші», за який йому загрожували смертю.

## Досягнення
- 1953 здобув учений ступінь доктора медицини
- 1955–1973 рр — ад'юнкт-професор гістології
- 1966–1989 — член Нобелівської комісії